# General José María Bruguez
General Bruguez es un municipio paraguayo del departamento de Presidente Hayes, ubicado a unos 194 kilómetros de Asunción, en la frontera con General Belgrano, Provincia de Formosa, Argentina. Siendo uno de los pasos fronterizos más importantes de esta parte del Chaco entre ambos países.
Por este municipio pasa la ruta PY12 "Vicepresidente Sánchez" una de las carreteras más importantes del Chaco paraguayo, que lo une directamente con Nueva Asunción.

## Toponimia
El distrito recibe su nombre en honor a José María Bruguez (1827 - 1868), un destacado general y estratega paraguayo reconocido por su gran labor como artillero durante la Guerra de la Triple Alianza, destacándose en las batallas de Riachuelo, Boquerón del Sauce, Estero Bellaco, Tuyutí, entre otras.

## Historia
Desde 1905 Bolivia empezó a ocupar el Chaco Boreal, que en ese tiempo estaba en disputa con Paraguay, por lo que ambos países empezaron a fundar pequeños fuertes militares conocidos como "fortines" en todo el territorio.
Dentro de ese contexto, el 29 de junio de 1919 el capitán Washington Segovia del ejército paraguayo funda el Fortín El Dorado (también llamado Fortín Dorados). Posteriormente el lugar fue renombrado como Fortín General José María Bruguez.
Entre 1932 y 1935 ocurrió la Guerra del Chaco entre Paraguay y Bolivia. En 1938 se firmó el Tratado de paz, amistad y límites entre ambos países, y el Fortín General Bruguez quedó definitivamente dentro del territorio paraguayo.
Recién desde la década de 1960 se empezó a poblar el municipio con civiles, ya que hasta ese momento los únicos habitantes de la zona eran indígenas, misioneros y militares.
El municipio fue creado por ley el 20 de junio del 2008, como un desprendimiento del municipio de Villa Hayes.
Entre febrero y mayo de 2019 la localidad sufrió de una gran inundación por las lluvias y por el desborde del río Pilcomayo, cosa que afectó mucho la vida de los pobladores de la zona, que tuvieron que ser asistidos con víveres por el gobierno paraguayo.
Desde marzo de 2020 hasta diciembre de 2021 (1 año y 9 meses) el paso fronterizo entre Paraguay y Argentina estuvo cerrado debido a las restricciones por la pandemia de Covid-19, cosa que afectó negativamente a los habitantes de General Bruguez que dependen y se abastecen de la Argentina.

## Geografía
Se ubica en la orilla izquierda (Oriental) del río Pilcomayo, en la frontera con General Belgrano, Provincia de Formosa, Argentina. Al noroeste limita con Teniente Esteban Martínez, al norte con la Cadete Pastor Pando y al noreste con la zona rural de Benjamín Aceval, al este con Cabo Olivorio Talavera (Ex Ninfa), y al sureste, sur y suroeste limita con el Río Pilcomayo que lo separa de las localidades argentinas de Misión Tacaaglé al sur y sureste, y General Belgrano, al suroeste, respectivamente.

| Noroeste: Teniente Esteban Martínez | Norte: Cadete Pastor Pando | Nordeste: Benjamín Aceval               |
| Oeste: General Belgrano             |                            | Este: Cabo Olivorio Talavera (Ex Ninfa) |
| Suroeste: General Belgrano          | Sur: Misión Tacaaglé       | Sureste: Misión Tacaaglé                |

## Clima

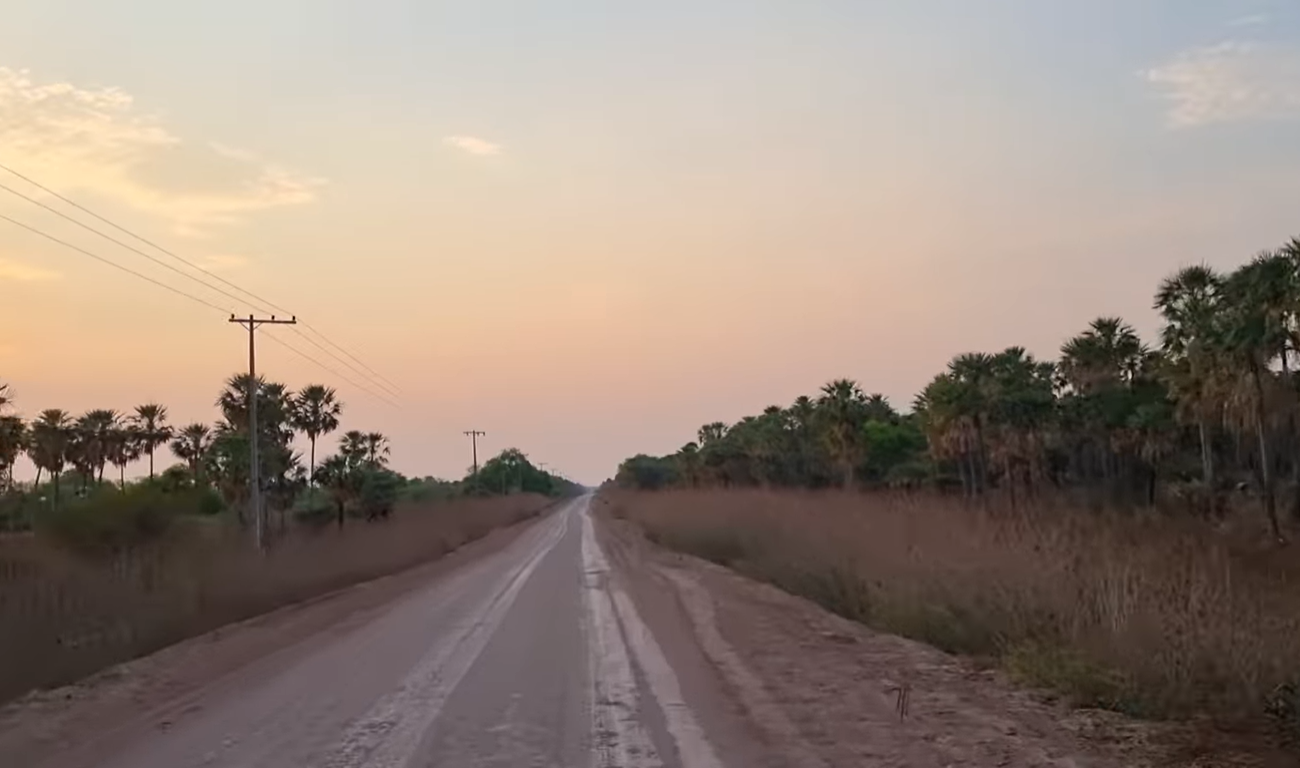
Ruta PY12, en cercanías a General Bruguez.

El clima de General José María Bruguez se clasifica como tropical de sabana (Aw) de acuerdo a la clasificación climática de Köppen. El día 11 de noviembre de 2003, fue registrada la temperatura más alta: 42,6 °C. Y el 1 de agosto de 1993 se registró la temperatura más baja que llegó a los -6.0 °C.

## Economía
La mayoría de la población se dedica mayormente a trabajos relacionados con el campo, como la ganadería y la agricultura. También al estar en la frontera, existe cierto comercio con las localidades vecinas del lado argentino. 

## Infraestructura
Actualmente la infraestructura de la zona es pobre y deficiente, ya que los caminos son de tierra y se encuentran en muy mal estado, siendo intransitables en épocas de lluvia, pero con el asfaltado de la Ruta PY12 que se estima que se concretará para fines del 2026, se espera que la zona empiece a crecer y desarrollarse con mayor facilidad en los próximos años.
A pesar de no ser muy transitado, el distrito cuenta con aduanas funcionales y con el Puente Juan Domingo Perón, un puente metálico de una sola vía sobre el Río Pilcomayo que lo une directamente con General Belgrano y la ruta nacional 86, del lado argentino.

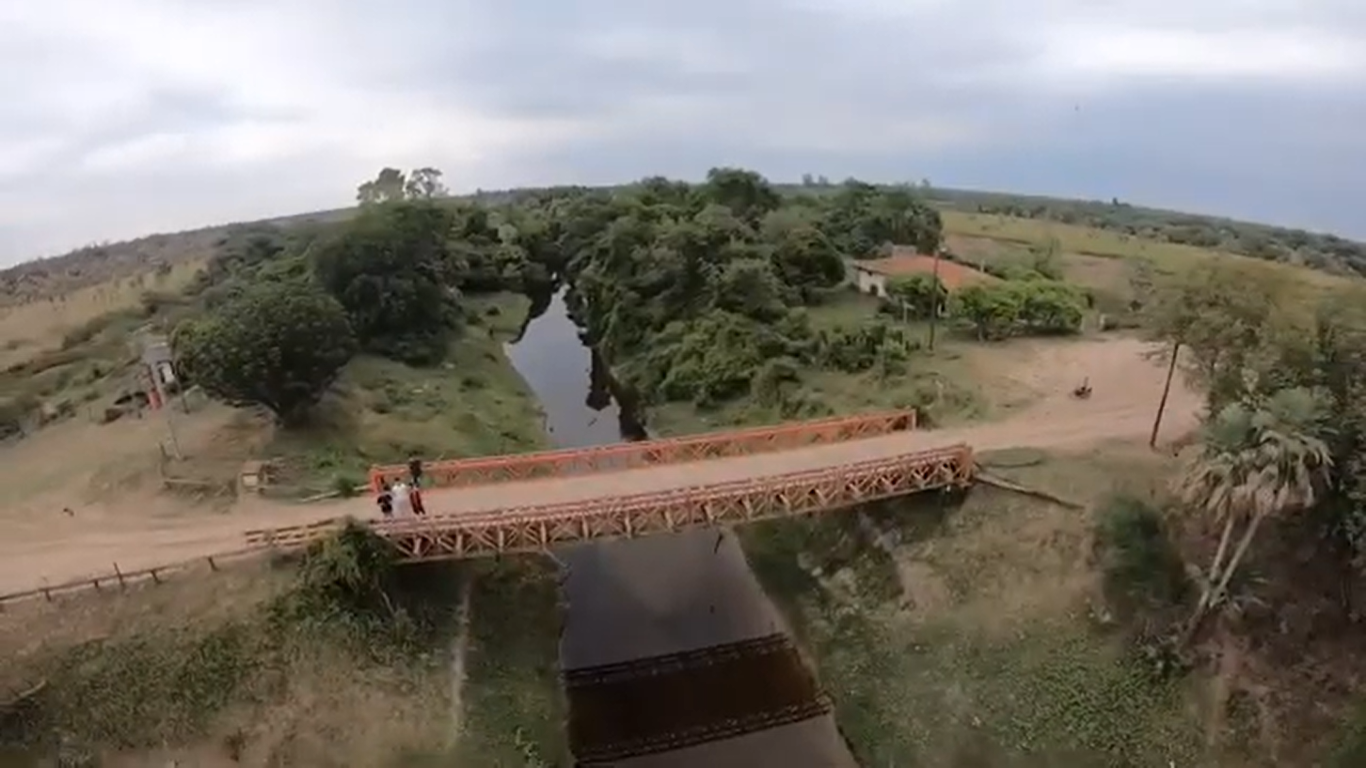
Puente Juan Domingo Perón sobre el río Pilcomayo (General Bruguez del lado derecho).

El distrito cuenta con algunas instituciones públicas como una comisaria, un juzgado de paz, un registro electoral, un pequeño centro de salud y una institución educativa, la Escuela Básica Nº 483 General José María Bruguez.

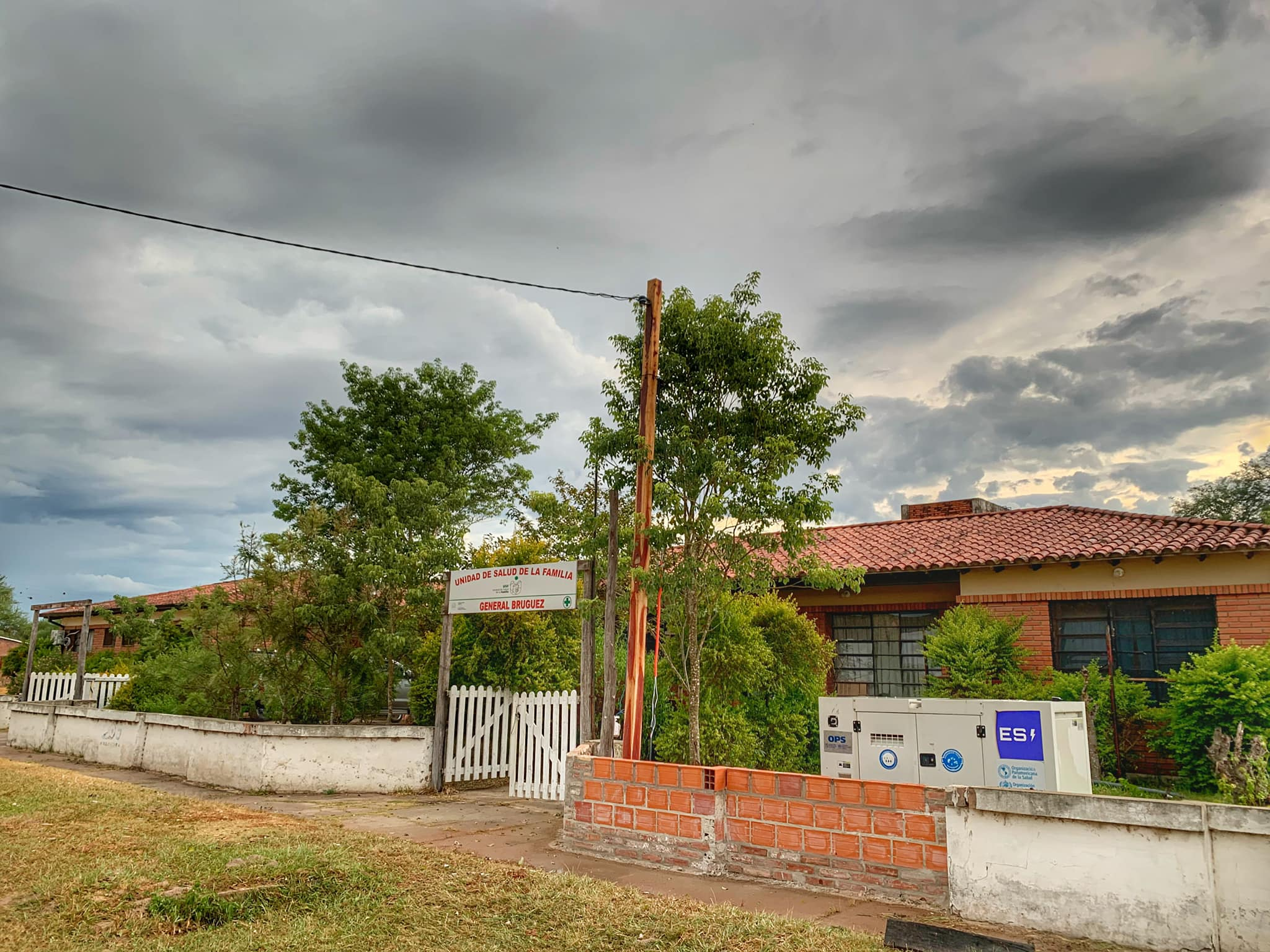
Centro de Salud de General Bruguez.

También cuenta con algunas empresas privadas que suplen las necesidades de los habitantes y viajeros de la zona, como: minimercados, estaciones de servicio, hospedajes, locales de comida, despensas, etc.
También cuenta una pista de aterrizaje de tierra de 1.800 metros de longitud, para el transporte aéreo militar y civil de la zona.

## Cultura
En el lugar existe un pequeño estadio donde se realizan rodeos, jineteadas y otras competencias a caballo, donde asiste mucha gente de los poblados cercanos de la zona. 
Su santa patrona en el catolicismo es Santa Librada, la cual tiene como fecha de festejo 20 de julio de cada año. 